# Fritz Entholt
Fritz (auch: Friedrich) Entholt (* 3. August 1874 in Bremen; † 25. November 1953) war ein deutscher Kaufmann und liberaler Politiker.

## Politik
Entholt leitete 1946 die Bremer Demokratische Volkspartei (BDV), die sich 1951 dem FDP-Landesverband Bremen anschloss. Er vertrat die BDV auch in der ersten 1946 von der alliierten Militärregierung Ernannten Bremischen Bürgerschaft.